# Jan Laštůvka
Jan Laštůvka (n. 7 iulie 1982 la Havířov) este un fotbalist ceh care joacă pe postul de portar pentru Baník Ostrava.

## Carieră
Laštůvka și-a început cariera la echipa cehă FC Karviná și s-a transferat în vara anului 2000 la FC Baník Ostrava timp de patru ani. În 2003, a câștigat premiul „Talentul anului” la ceremonia dedicată celor mai buni fotbaliști cehi ai anului. A câștigat campionatul ceh cu Baník în sezonul 2003-2004.

### Șahtior Donețk
Următorul pas în cariera sa a fost făcut când a semnat cu clubul din prima ligă ucraineană Șahtior Donețk. Aici a jucat câteva meciuri din Liga Campionilor și Cupa UEFA.

### Fulham
A ajuns la Fulham la 31 august 2006, chiar înainte de încheierea ferestrei de transfer. El și-a făcut debutul la Fulham pe 2 decembrie 2006, cu o înfrângere scor 2-0 împotriva lui Blackburn Rovers.
La 1 ianuarie 2007, a intrat în a doua repriză a meciului cu Watford în locul lui Antti Niemi, meci  încheiat cu 0-0. El a părăsit-o pe Fulham în mai 2007 pentru a se întoarce la clubul de proveniență.

### VfL Bochum
Șahtior l-a împrumutat pe Laštůvka la echipa germană VfL Bochum până la sfârșitul sezonului 2007-2008 ca înlocuitor al compatriotului Jaroslav Drobný, care a plecat la Hertha BSC Berlin.
Laštůvka a început sezonul ca titular, dar după câteva greșeli, a fost amenințat cu banca de rezerve. După ce s-a accidentat, locul lui în poartă a fost luat de René Renno, care era a treia alegere de portar. Renno a început destul de bine, dar a făcut și câteva greșeli înainte de pauza de iarnă, așa că antrenorul Marcel Koller a susținut că toți cei trei portari (Laštůvka, Renno și Philipp Heerwagen) vor începe cu șanse egale pentru a doua jumătate a sezonului. După pauza de iarnă Laštůvka a fost din nou titular și a făcut un meci foarte bun împotriva lui Werder Bremen,, performanță care a fost recompensată cu o nominalizare la „Echipa Etapei“ de către revista de fotbal germană Kicker. La sfârșitul sezonului, Bochum a fost interesată să-l transfere definitiv, dar, din cauza sumei de 4 milioane euro cerută pe el, a decis să-l aducă în schimb pe portarul portughez Daniel Fernandes de la PAOK FC.

### West Ham United
La 3 august 2008, Laštůvka a semnat cu West Ham un contract de împrumut pe un an. El și-a făcut debutul pentru West Ham United în turul trei al Cupei Ligii, învingând-o în deplasare pe Watford, pe 23 septembrie. La 26 mai 2009, s-a  anunțat că Laštůvka se va întoarce la Șahtior Donețk, după ce a jucat un singur meci pentru West Ham.

### Dnipro
La 4 august 2009, Laštůvka a semnat un contract pe trei ani cu echipa ucraineană FC Dnipro Dnipropetrovsk pentru 3 milioane de euro.
În vara anului 2016, el a plecat de la FC Dnipro Dnipropetrovsk.

### Prima Liga Cehă
El a semnat cu nou-promovata MFK Karviná din prima ligă cehă, din postura de jucător liber de contract în 2016. După un an, a semnat un contract cu SK Slavia Praga pentru a-l înlocui pe Jiří Pavlenka care era dorit în Bundesliga. După numai o jumătate de an, Laštůvka s-a transferat la fostul său club Baník Ostava.

## Cariera la națională
Lațůvka a fost chemat pentru prima dată la echipa națională de fotbal a Cehiei în mai 2010. El a debutat pentru națională pe Hampden Park împotriva Scoției într-un meci de calificare la UEFA Euro 2012 pe 3 septembrie 2011. El a făcut parte din echipa Cehiei care a ajuns în sferturile de finală ale turneului înainte de a fi eliminată de Portugalia, dar nu a jucat niciun minut, cu Petr Cech jucând în fiecare meci.